# Copa Colsanitas 2022
Copa Colsanitas 2022 (còn được biết đến với Copa Colsanitas presentado por Zurich 2022 vì lý do tài trợ) là một giải quần vợt nữ thi đấu trên mặt sân đất nện ngoài trời. Đây là lần thứ 24 giải đấu được tổ chức và là một phần của WTA 250 trong WTA Tour 2022. Giải đấu diễn ra tại Country Club ở Bogotá, Colombia, từ ngày 4 đến ngày 10 tháng 4 năm 2022.

## Điểm và tiền thưởng

### Phân phối điểm
| Sự kiện | VĐ  | CK  | BK  | TK | Vòng 1/16 | Vòng 1/32 | Q  | Q2 | Q1 |
| Đơn     | 280 | 180 | 110 | 60 | 30        | 1         | 18 | 12 | 1  |
| Đôi     | 280 | 180 | 110 | 60 | 1         | —         | —  | —  | —  |

### Tiền thưởng
| Sự kiện | VĐ      | CK      | BK      | TK     | Vòng 1/16 | Vòng 1/32 | Q2     | Q1     |
| Đơn     | $29,200 | $16,398 | $10,100 | $5,800 | $3,675    | $2,675    | $1,950 | $1,270 |
| Đôi*    | $10,300 | $6,000  | $3,800  | $2,300 | $1,750    | —         | —      | —      |

*mỗi đội

## Nội dung đơn

### Hạt giống
| Quốc gia | Tay vợt                   | Xếp hạng1 | Hạt giống |
| -------- | ------------------------- | --------- | --------- |
| COL      | Camila Osorio             | 34        | 1         |
| BRA      | Beatriz Haddad Maia       | 62        | 2         |
| SWE      | Rebecca Peterson          | 79        | 3         |
| HUN      | Panna Udvardy             | 83        | 4         |
| FRA      | Harmony Tan               | 91        | 5         |
| SVK      | Anna Karolína Schmiedlová | 92        | 6         |
| AUS      | Astra Sharma              | 96        | 7         |
| GBR      | Harriet Dart              | 99        | 8         |

- 1 Bảng xếp hạng vào ngày 21 tháng 3 năm 2022.

### Vận động viên khác
Đặc cách:
- María Herazo González
- Yuliana Lizarazo
- Yuliana Monroy

Vượt qua vòng loại:
- María Carlé
- Suzan Lamens
- Tatjana Maria
- İpek Öz
- Laura Pigossi
- Daniela Seguel

### Rút lui
Trước giải đấu
- Marie Bouzková → thay thế bởi  Despina Papamichail
- Cristina Bucșa → thay thế bởi  Lucrezia Stefanini
- Mai Hontama → thay thế bởi  Sara Errani
- Nadia Podoroska → thay thế bởi  Ylena In-Albon
- Wang Qiang → thay thế bởi  Paula Ormaechea

### Bỏ cuộc
- Ylena In-Albon

## Nội dung đôi

### Hạt giống
| Quốc gia | Tay vợt           | Quốc gia | Tay vợt            | Xếp hạng1 | Hạt giống |
| -------- | ----------------- | -------- | ------------------ | --------- | --------- |
|          | Natela Dzalamidze | USA      | Sabrina Santamaria | 113       | 1         |
| ROU      | Irina Bara        | GEO      | Ekaterine Gorgodze | 127       | 2         |
| USA      | Kaitlyn Christian |          | Lidziya Marozava   | 129       | 3         |
| FRA      | Elixane Lechemia  | USA      | Ingrid Neel        | 145       | 4         |

- 1 Bảng xếp hạng vào ngày 21 tháng 3 năm 2022.

### Vận động viên khác
Đặc cách:
- Bárbara Gatica /  Rebeca Pereira
- María Herazo González /  Yuliana Lizarazo

## Nhà vô địch

### Đơn
- Tatjana Maria đánh bại  Laura Pigossi, 6–3, 4–6, 6–2.

### Đôi
- Astra Sharma /  Aldila Sutjiadi đánh bại  Emina Bektas /  Tara Moore, 4–6, 6–4, [11–9]